# Cúp AFC 2020
AFC Cup 2020 là phiên bản thứ 17 của AFC Cup, giải bóng đá cấp câu lạc bộ hạng hai của châu Á do Liên đoàn bóng đá châu Á (AFC) tổ chức.
Giải đấu bị hủy do đại dịch COVID-19 sau các trận đấu vòng bảng vào ngày 11 tháng 3 năm 2020, và ban đầu sẽ trở lại vào ngày 23 tháng 9 năm 2020. Tuy nhiên, AFC cuối cùng hủy mùa giải vào ngày 10 tháng 9 năm 2020.
Al-Ahed của Liban là đương kim vô địch.

## Phân bổ nhóm hiệp hội
46 hiệp hội thành viên AFC được xếp hạng dựa trên thành tích của đội tuyển quốc gia và câu lạc bộ trong bốn năm qua tại các giải đấu khu vực, việc phân bổ các vị trí cho các giải 2019 và 2020 của các vòng chung kết câu lạc bộ AFC được xác định bởi Bảng xếp hạng AFC năm 2017 (Entry Manual Article 2.3):
- Các hiệp hội được chia thành năm khu vực:
  - Khu vực Tây Á bao gồm các hiệp hội từ Liên đoàn bóng đá Tây Á (WAFF).
  - Khu vực Trung Á bao gồm các hiệp hội từ Hiệp hội bóng đá Trung Á (CAFA).
  - Khu vực Nam Á bao gồm các hiệp hội từ Liên đoàn bóng đá Nam Á (SAFF).
  - Khu vực ASEAN bao gồm các hiệp hội từ Liên đoàn bóng đá Đông Nam Á (AFF).
  - Khu vực Đông Á bao gồm các hiệp hội từ Liên đoàn bóng đá Đông Á (EAFF).
- Tất cả các hiệp hội không nhận được suất vào vòng bảng AFC Champions League đều đủ điều kiện tham dự AFC Cup.
- Trong mỗi khu vực, số lượng bảng trong vòng bảng được xác định dựa trên số đội tham dự, với số lượng vị trí được quyết định qua vòng loại giống như số lượng bảng:
  - Ở khu vực Tây Á và ASEAN, có ba bảng ở vòng bảng, bao gồm 9 suất vào thẳng, với 3 suất còn lại được quyết định qua vòng loại.
  - Ở khu vực Trung, Nam và Đông Á, có một bảng ở vòng bảng, bao gồm 3 suất vào thẳng, với 1 suất còn lại được quyết định qua vòng loại.
- Các hiệp hội hàng đầu tham dự AFC Cup ở mỗi khu vực theo bảng xếp hạng AFC có ít nhất một suất vào vòng bảng (bao gồm cả những đội thua vòng loại AFC Champions League), trong khi các hiệp hội còn lại chỉ nhận được suất dự vòng loại:
  - Đối với khu vực Tây Á và ASEAN:
    - Các hiệp hội xếp hạng 1-3 có hai suất vào vòng bảng.
    - Các hiệp hội xếp hạng 4-6 có một suất vào vòng bảng và một suất vào vòng loại.
    - Các hiệp hội xếp hạng 7 trở đi có một suất vào vòng loại.

  - Đối với khu vực Trung, Nam và Đông Á:
    - Các hiệp hội xếp hạng 1-3 có một suất vào vòng bảng và một suất vào vòng loại.
    - Các hiệp hội xếp hạng 4 trở đi có một suất vào vòng loại.
- Số suất tham dự tối đa cho mỗi hiệp hội là một phần ba tổng số đội đủ điều kiện trong giải quốc nội hàng đầu.
- Nếu bất kỳ hiệp hội nào từ bỏ các suất vào vòng bảng, chúng sẽ được phân phối lại cho hiệp hội đủ điều kiện cao nhất, với mỗi liên kết giới hạn tối đa là hai suất trực tiếp.
- Nếu bất kỳ hiệp hội nào từ bỏ các suất dự vòng loại, chúng sẽ bị hủy bỏ và không được phân phối lại cho bất kỳ hiệp hội nào khác.
- Nếu số lượng đội trong vòng loại ở bất kỳ khu vực nào ít hơn hai lần số lượng vị trí vòng bảng được quyết định qua vòng loại, các đội tham dự vòng loại của các hiệp hội đủ điều kiện cao nhất sẽ lọt vào vòng bảng.

### Xếp hạng hiệp hội
Đối với Cúp AFC 2020, các hiệp hội được phân bổ các vị trí theo xếp hạng hiệp hội được xuất bản vào ngày 15 tháng 12 năm 2017 trong đó có tính đến thành tích của họ tại AFC Champions League và AFC Cup, cũng như các đội tuyển quốc gia FIFA World Rankings, trong giai đoạn từ 2014 đến 2017.
| Tham dự AFC Cup 2020 | Tham dự AFC Cup 2020 |
| -------------------- | -------------------- |
|                      | Tham dự              |
|                      | Không tham dự        |

| Xếp hạng | Xếp hạng | Hiệp hội thành viên | Điểm   | Suất dự   | Suất dự       | Suất dự        | Suất dự        |
| Xếp hạng | Xếp hạng | Hiệp hội thành viên | Điểm   | Vòng bảng | Vòng loại     | Vòng loại      | Vòng loại      |
| Khu vực  | AFC      | Hiệp hội thành viên | Điểm   | Vòng bảng | Vòng play-off | Vòng sơ loại 2 | Vòng sơ loại 1 |
| -------- | -------- | ------------------- | ------ | --------- | ------------- | -------------- | -------------- |
| 1        | 16       | Syria               | 28.983 | 2         | 0             | 0              | 0              |
| 2        | 18       | Jordan              | 25.649 | 2         | 0             | 0              | 0              |
| 3        | 19       | Kuwait              | 24.798 | 2         | 0             | 0              | 0              |
| 4        | 20       | Bahrain             | 24.337 | 2         | 0             | 0              | 0              |
| 5        | 22       | Liban               | 21.367 | 2         | 0             | 0              | 0              |
| 6        | 27       | Oman                | 13.921 | 1         | 1             | 0              | 0              |
| 7        | 29       | Palestine           | 10.552 | 0         | 1             | 0              | 0              |
| 8        | 34       | Yemen[YEM]          | 3.358  | 0         | 0             | 0              | 0              |
| Tổng     | Tổng     | Tổng                | Tổng   | 11        | 2             | 0              | 0              |
| Tổng     | Tổng     | Tổng                | Tổng   | 11        | 2             |                |                |
| Tổng     | Tổng     | Tổng                | Tổng   | 13        |               |                |                |

| Xếp hạng | Xếp hạng | Hiệp hội thành viên | Điểm   | Suất dự   | Suất dự       | Suất dự        | Suất dự        |
| Xếp hạng | Xếp hạng | Hiệp hội thành viên | Điểm   | Vòng bảng | Vòng loại     | Vòng loại      | Vòng loại      |
| Khu vực  | AFC      | Hiệp hội thành viên | Điểm   | Vòng bảng | Vòng play-off | Vòng sơ loại 2 | Vòng sơ loại 1 |
| -------- | -------- | ------------------- | ------ | --------- | ------------- | -------------- | -------------- |
| 1        | 12       | Tajikistan          | 30.725 | 1         | 1             | 0              | 0              |
| 2        | 26       | Turkmenistan        | 14.163 | 1         | 0             | 1              | 0              |
| 3        | 31       | Kyrgyzstan          | 5.680  | 1         | 0             | 1              | 0              |
| 4        | 37       | Afghanistan[AFG]    | 2.454  | 0         | 0             | 0              | 0              |
| Tổng     | Tổng     | Tổng                | Tổng   | 3         | 1             | 2              | 0              |
| Tổng     | Tổng     | Tổng                | Tổng   | 3         | 3             |                |                |
| Tổng     | Tổng     | Tổng                | Tổng   | 6         |               |                |                |

| Xếp hạng | Xếp hạng | Hiệp hội thành viên | Điểm   | Suất dự   | Suất dự       | Suất dự        | Suất dự        |
| Xếp hạng | Xếp hạng | Hiệp hội thành viên | Điểm   | Vòng bảng | Vòng loại     | Vòng loại      | Vòng loại      |
| Khu vực  | AFC      | Hiệp hội thành viên | Điểm   | Vòng bảng | Vòng play-off | Vòng sơ loại 2 | Vòng sơ loại 1 |
| -------- | -------- | ------------------- | ------ | --------- | ------------- | -------------- | -------------- |
| 1        | 15       | Ấn Độ               | 29.291 | 1         | 0             | 1              | 0              |
| 2        | 28       | Maldives            | 11.970 | 1         | 0             | 1              | 0              |
| 3        | 33       | Bangladesh          | 3.365  | 1         | 0             | 1              | 0              |
| 4        | 38       | Nepal[NEP]          | 1.228  | 0         | 0             | 0              | 0              |
| 5        | 39       | Bhutan              | 0.875  | 0         | 0             | 0              | 1              |
| 6        | 44       | Sri Lanka           | 0.325  | 0         | 0             | 0              | 1              |
| 7        | 46       | Pakistan[PAK]       | 0.188  | 0         | 0             | 0              | 0              |
| Tổng     | Tổng     | Tổng                | Tổng   | 3         | 0             | 3              | 2              |
| Tổng     | Tổng     | Tổng                | Tổng   | 3         | 5             |                |                |
| Tổng     | Tổng     | Tổng                | Tổng   | 8         |               |                |                |

| Xếp hạng | Xếp hạng | Hiệp hội thành viên | Điểm   | Suất dự   | Suất dự       | Suất dự        | Suất dự        |
| Xếp hạng | Xếp hạng | Hiệp hội thành viên | Điểm   | Vòng bảng | Vòng loại     | Vòng loại      | Vòng loại      |
| Khu vực  | AFC      | Hiệp hội thành viên | Điểm   | Vòng bảng | Vòng play-off | Vòng sơ loại 2 | Vòng sơ loại 1 |
| -------- | -------- | ------------------- | ------ | --------- | ------------- | -------------- | -------------- |
| 1        | 17       | Việt Nam            | 27.426 | 2         | 0             | 0              | 0              |
| 2        | 21       | Philippines         | 21.405 | 2         | 0             | 0              | 0              |
| 3        | 23       | Singapore           | 17.084 | 2         | 0             | 0              | 0              |
| 4        | 24       | Indonesia           | 16.871 | 1         | 1             | 0              | 0              |
| 5        | 25       | Myanmar             | 14.753 | 1         | 1             | 0              | 0              |
| 6        | 32       | Lào                 | 3.439  | 1         | 1             | 0              | 0              |
| 7        | 35       | Campuchia           | 3.312  | 0         | 1             | 0              | 0              |
| 8        | 41       | Brunei              | 0.564  | 0         | 1             | 0              | 0              |
| 9        | 43       | Đông Timor          | 0.401  | 0         | 1             | 0              | 0              |
| Tổng     | Tổng     | Tổng                | Tổng   | 9         | 6             | 0              | 0              |
| Tổng     | Tổng     | Tổng                | Tổng   | 9         | 6             |                |                |
| Tổng     | Tổng     | Tổng                | Tổng   | 15        |               |                |                |

| Xếp hạng | Xếp hạng | Hiệp hội thành viên       | Điểm   | Suất dự   | Suất dự       | Suất dự        | Suất dự        |
| Xếp hạng | Xếp hạng | Hiệp hội thành viên       | Điểm   | Vòng bảng | Vòng loại     | Vòng loại      | Vòng loại      |
| Khu vực  | AFC      | Hiệp hội thành viên       | Điểm   | Vòng bảng | Vòng play-off | Vòng sơ loại 2 | Vòng sơ loại 1 |
| -------- | -------- | ------------------------- | ------ | --------- | ------------- | -------------- | -------------- |
| 1        | 14       | Hồng Kông                 | 29.300 | 1         | 1             | 0              | 0              |
| 2        | 30       | CHDCND Triều Tiên[PRK]    | 7.797  | 0         | 0             | 0              | 0              |
| 3        | 36       | Đài Bắc Trung Hoa         | 2.769  | 1         | 0             | 1              | 0              |
| 4        | 40       | Ma Cao[MAC]               | 0.815  | 1         | 0             | 0              | 0              |
| 5        | 42       | Guam[GUM]                 | 0.539  | 0         | 0             | 0              | 0              |
| 6        | 45       | Mông Cổ                   | 0.213  | 0         | 0             | 1              | 0              |
| 7        | 47       | Quần đảo Bắc Mariana[NMI] | 0.000  | 0         | 0             | 0              | 0              |
| Tổng     | Tổng     | Tổng                      | Tổng   | 3         | 1             | 2              | 0              |
| Tổng     | Tổng     | Tổng                      | Tổng   | 3         | 3             |                |                |
| Tổng     | Tổng     | Tổng                      | Tổng   | 6         |               |                |                |

Ghi chú
1. ^ Afghanistan (AFG): Afghanistan đã không thực hiện hệ thống cấp phép câu lạc bộ AFC Cup.[9]
2. ^ Guam (GUM): Guam đã không gửi bất kỳ danh sách các đội được cấp phép.[9]
3. ^ Macau (MAC): Macau chỉ có một câu lạc bộ có giấy phép AFC Cup.[9]
4. ^ Nepal (NEP): Nepal không có đội nào có giấy phép AFC Cup.[9]
5. ^ Quần đảo Bắc Mariana (NMI): Quần đảo Bắc Mariana đã không thực hiện hệ thống cấp phép câu lạc bộ AFC Cup.[9]
6. ^ Pakistan (PAK): Pakistan đã không thực hiện hệ thống cấp phép câu lạc bộ AFC Cup.[9]
7. ^ CHDCND Triều Tiên (PRK): CHDCND Triều Tiên không có đội nào tham dự giải đấu.
8. ^ Yemen (YEM): Yemen đã không thực hiện hệ thống cấp phép câu lạc bộ AFC Cup.[9]

## Các đội tham dự
Có tổng cộng 48 đội từ 28 hiệp hội tham dự giải đấu. Các đội bóng Brunei và Timor-Leste tham dự AFC Cup lần đầu tiên.
Chú thích:
- TH: Đương kim vô địch
- 1st, 2nd, 3rd,...: Vị trí tại giải quốc nội
- CW: Đội vô địch cúp quốc gia
- PW: Đội thắng play-off dự AFC Cup cuối mùa
- ACL PR1: Đội thua vòng sơ loại 1 AFC Champions League
- ACL PR2: Đội thua vòng sơ loại 2 AFC Champions League
- ACL PO: Đội thua vòng play-off AFC Champions League

| Tây Á                                | Tây Á                              | Tây Á                       | Tây Á          |
| ------------------------------------ | ---------------------------------- | --------------------------- | -------------- |
| Al-AhedTH (1st, CW)                  | Al-Faisaly (1st, CW, ACL PR1)      | Al-Qadsia (2nd)             | Al-Ansar (2nd) |
| Al-Jaish (1st)                       | Al-Jazeera (2nd)                   | Al-Riffa (1st, CW, ACL PR2) | Dhofar (1st)   |
| Al-Wathba (CW)                       | Al-Kuwait (1st, CW, ACL PR2)       | Manama (2nd)                |                |
| Trung Á                              |                                    |                             |                |
| Istiklol (1st, CW, ACL PO)           | Altyn Asyr (1st, CW)               | Dordoi (1st)                |                |
| Nam Á                                |                                    |                             |                |
| Chennai City (1st, ACL PR1)          | TC Sports (1st)                    | Bashundhara Kings (1st)     |                |
| ASEAN                                |                                    |                             |                |
| Thành phố Hồ Chí Minh (2nd, ACL PR2) | Kaya–Iloilo (2nd)                  | Bali United (1st, ACL PR2)  |                |
| Than Quảng Ninh (3rd) [Note VIE]     | Tampines Rovers (2nd, CW, ACL PR1) | Shan United (1st, ACL PR1)  |                |
| Ceres–Negros (1st, CW, ACL PO)       | Hougang United (3rd) [Note SIN]    | Lao Toyota (1st, CW)        |                |
| Đông Á                               |                                    |                             |                |
| Đại Phố (1st, ACL PR2)               | Tatung (1st)                       | MUST CPK (1st)              |                |

| Tây Á              | Tây Á               | Tây Á                   | Tây Á |
| ------------------ | ------------------- | ----------------------- | ----- |
| Sur (CW)           | Hilal Al-Quds (1st) |                         |       |
| Trung Á            |                     |                         |       |
| Khujand (2nd)      |                     |                         |       |
| Nam Á              |                     |                         |       |
| ASEAN              |                     |                         |       |
| PSM Makassar (CW)  | Master 7 (2nd)      | Indera (4th) [Note BRU] |       |
| Yangon United (CW) | Svay Rieng (1st)    | Lalenok United (1st)    |       |
| Đông Á             |                     |                         |       |
| Kiệt Chí (CW)      |                     |                         |       |

| Tây Á          | Tây Á                  | Tây Á                       | Tây Á   |
| Trung Á        | Trung Á                | Trung Á                     | Trung Á |
| -------------- | ---------------------- | --------------------------- | ------- |
| Ahal (2nd)     | Neftchi (CW)           |                             |         |
| Nam Á          |                        |                             |         |
| Bengaluru (PW) | Maziya (2nd)           | Abahani Limited Dhaka (2nd) |         |
| ASEAN          |                        |                             |         |
| Đông Á         |                        |                             |         |
| Taipower (2nd) | Ulaanbaatar City (1st) |                             |         |

| Tây Á      | Tây Á           | Tây Á   | Tây Á   |
| Trung Á    | Trung Á         | Trung Á | Trung Á |
| Nam Á      | Nam Á           | Nam Á   | Nam Á   |
| ---------- | --------------- | ------- | ------- |
| Paro (1st) | Defenders (1st) |         |         |
| ASEAN      |                 |         |         |
| Đông Á     |                 |         |         |

Ghi chú
1. ^ Brunei (BRU): MS ABDB, đội vô địch Brunei Super League 2018–19, không được cấp phép AFC. Do đó, Indera, đội hạng 4 của giải (đội duy nhất có giấy phép AFC), tham dự vòng loại.[10]
2. ^ Singapore (SIN): DPMM, đội vô địch Singapore Premier League 2019, là một đội bóng Brunei và do đó không thể đại diện cho Singapore tham dự các giải đấu cấp câu lạc bộ của AFC. Do đó, Hougang United, đội hạng 3 của giải, lọt vào vòng bảng.
3. ^ Vietnam (VIE): Hà Nội, đội vô địch Giải bóng đá vô địch quốc gia 2019 và Giải bóng đá Cúp Quốc gia 2019, không được cấp phép AFC (do đội U15 của họ không tham dự Giải bóng đá U15 Quốc gia).[11] Do đó, Than Quảng Ninh, đội hạng 3 của giải, lọt vào vòng bảng.

## Lịch thi đấu
Lịch thi đấu như sau (W: Khu vực Tây Á; C: Khu vực Trung Á; S: Khu vực Nam Á; A: Khu vực Đông Nam Á; E: Khu vục Đông Á). Do sự bùng phát của dịch virus corona, AFC thông báo vào ngày 11 tháng 2 năm 2020 rằng tất cả các trận đấu của vòng sơ loại, vòng play-off và vòng bảng của khu vực Đông Á đã được hoãn lại.
| Giai đoạn           | Vòng                   | Ngày bốc thăm          | Lượt đi                                                                               | Lượt về                                                                               |
| ------------------- | ---------------------- | ---------------------- | ------------------------------------------------------------------------------------- | ------------------------------------------------------------------------------------- |
| Giai đoạn vòng loại | Vòng loại đầu tiên     | Không bốc thăm         | 22 tháng 1 năm 2020 (S)                                                               | 29 tháng 1 năm 2020 (S)                                                               |
| Giai đoạn vòng loại | Vòng loại thứ 2        | Không bốc thăm         | 5 tháng 2 năm 2020 (C, S), 7 tháng 4 năm 2020 (E)                                     | 12 tháng 2 năm 2020 (C, S), 14 tháng 4 năm 2020 (E)                                   |
| Giai đoạn play-off  | Vòng play-off          | Không bốc thăm         | 21–22 tháng 1 năm 2020 (W, A), 19 tháng 2 năm 2020 (C, S), 21 tháng 4 năm 2020 (E)    | 28–29 tháng 1 năm 2020 (W, A), 26 tháng 2 năm 2020 (C, S), 28 tháng 4 năm 2020 (E)    |
| Vòng bảng           | Lượt trận thứ 1        | 10 tháng 12 năm 2019   | 10–12 tháng 2 năm 2020 (W, A), 10–11 tháng 3 năm 2020 (C, S), 6 tháng 5 năm 2020 (E)  | 10–12 tháng 2 năm 2020 (W, A), 10–11 tháng 3 năm 2020 (C, S), 6 tháng 5 năm 2020 (E)  |
| Vòng bảng           | Lượt trận thứ 2        | 10 tháng 12 năm 2019   | 24–26 tháng 2 năm 2020 (W, A), 14–15 tháng 4 năm 2020 (C, S), 13 tháng 5 năm 2020 (E) | 24–26 tháng 2 năm 2020 (W, A), 14–15 tháng 4 năm 2020 (C, S), 13 tháng 5 năm 2020 (E) |
| Vòng bảng           | Lượt trận thứ 3        | 10 tháng 12 năm 2019   | 9–11 tháng 3 năm 2020 (W, A), 28–29 tháng 4 năm 2020 (C, S), 20 tháng 5 năm 2020 (E)  | 9–11 tháng 3 năm 2020 (W, A), 28–29 tháng 4 năm 2020 (C, S), 20 tháng 5 năm 2020 (E)  |
| Vòng bảng           | Lượt trận thứ 4        | 10 tháng 12 năm 2019   | 13–15 tháng 4 năm 2020 (W, A), 12–13 tháng 5 năm 2020 (C, S), 27 tháng 5 năm 2020 (E) | 13–15 tháng 4 năm 2020 (W, A), 12–13 tháng 5 năm 2020 (C, S), 27 tháng 5 năm 2020 (E) |
| Vòng bảng           | Lượt trận thứ 5        | 10 tháng 12 năm 2019   | 27–29 tháng 4 năm 2020 (W, A), 26–27 tháng 5 năm 2020 (C, S), 17 tháng 6 năm 2020 (E) | 27–29 tháng 4 năm 2020 (W, A), 26–27 tháng 5 năm 2020 (C, S), 17 tháng 6 năm 2020 (E) |
| Vòng bảng           | Lượt trận thứ 6        | 10 tháng 12 năm 2019   | 11–13 tháng 5 năm 2020 (W, A), 16–17 tháng 6 năm 2020 (C, S), 24 tháng 6 năm 2020 (E) | 11–13 tháng 5 năm 2020 (W, A), 16–17 tháng 6 năm 2020 (C, S), 24 tháng 6 năm 2020 (E) |
| Vòng loại trực tiếp | Bán kết khu vực        | 10 tháng 12 năm 2019   | 25–27 tháng 5 năm 2020 (W, A)                                                         | 15–17 tháng 6 năm 2020 (W, A)                                                         |
| Vòng loại trực tiếp | Chung kết khu vực      | TBD tháng 6/7 năm 2020 | 4–5 tháng 8 năm 2020 (A), 29 tháng 9 năm 2020 (W)                                     | 11–12 tháng 8 năm 2020 (A), 20 tháng 10 năm 2020 (W)                                  |
| Vòng loại trực tiếp | Bán kết liên khu vực   | TBD tháng 6/7 năm 2020 | 25–26 tháng 8 năm 2020                                                                | 15–16 tháng 9 năm 2020                                                                |
| Vòng loại trực tiếp | Chung kết liên khu vực | TBD tháng 6/7 năm 2020 | 30 tháng 9 năm 2020                                                                   | 21 tháng 10 năm 2020                                                                  |
| Vòng loại trực tiếp | Chung kết              | TBD tháng 6/7 năm 2020 | 7 tháng 10 năm 2020                                                                   | 7 tháng 10 năm 2020                                                                   |

## Vòng loại play-off
Ở vòng loại play-off, mỗi cặp đấu sẽ thi đấu theo thể thức hai lượt đi và về. Luật bàn thắng sân khách, hiệp phụ (luật bàn thắng sân khách không áp dụng cho hiệp phụ) và loạt sút luân lưu 11m được sử dụng để tìm ra đội chiến thắng nếu cần thiết (Điều lệ Khoản 9.3).

### Vòng sơ loại 1
| Đội 1     | TTS     | Đội 2 | Lượt đi | Lượt về |
| --------- | ------- | ----- | ------- | ------- |
| Defenders | 5–5 (a) | Paro  | 3–3     | 2–2     |

### Vòng sơ loại 2
| Đội 1   | TTS    | Đội 2 | Lượt đi | Lượt về |
| ------- | ------ | ----- | ------- | ------- |
| Neftchi | w/o[†] | Ahal  | —       | —       |

| Đội 1                 | TTS     | Đội 2     | Lượt đi | Lượt về |
| --------------------- | ------- | --------- | ------- | ------- |
| Paro                  | 1–10    | Bengaluru | 0–1     | 1–9     |
| Abahani Limited Dhaka | 2–2 (a) | Maziya    | 2–2     | 0–0     |

| Đội 1            | TTS        | Đội 2   | Lượt đi   | Lượt về    |
| ---------------- | ---------- | ------- | --------- | ---------- |
| Ulaanbaatar City | Đông Á 2.1 | Đài Lực | 7 tháng 4 | 14 tháng 4 |

Notes
1. † Neftchi thắng sau khi Ahal bị xử thua do không thi đấu trận lượt đi.[15][13]

### Vòng play-off
| Đội 1         | TTS | Đội 2 | Lượt đi | Lượt về |
| ------------- | --- | ----- | ------- | ------- |
| Hilal Al-Quds | 2–0 | Sur   | 2–0     | 0–0     |

| Đội 1   | TTS | Đội 2   | Lượt đi | Lượt về      |
| ------- | --- | ------- | ------- | ------------ |
| Neftchi | 1–3 | Khujand | 1–0     | 0–3 (s.h.p.) |

| Đội 1  | TTS         | Đội 2     | Lượt đi | Lượt về      |
| ------ | ----------- | --------- | ------- | ------------ |
| Maziya | 4–4 (4–3 p) | Bengaluru | 2–1     | 2–3 (s.h.p.) |

| Đội 1          | TTS | Đội 2         | Lượt đi | Lượt về |
| -------------- | --- | ------------- | ------- | ------- |
| Lalenok United | 2–7 | PSM Makassar  | 1–4     | 1–3     |
| Indera         | 2–9 | Yangon United | 1–6     | 1–3     |
| Svay Rieng     | 7–1 | Master 7      | 4–1     | 3–0     |

| Đội 1                | TTS        | Đội 2   | Lượt đi    | Lượt về    |
| -------------------- | ---------- | ------- | ---------- | ---------- |
| Đội thắng Đông Á 2.1 | Đông Á 3.1 | Kitchee | 21 tháng 4 | 28 tháng 4 |

## Vòng bảng
| Tiebreakers                |
| -------------------------- |
| Bảng xếp hạng Cúp AFC 2020 |

### Bảng A
| VT | Đội               | ST | T | H | B | BT | BB | HS | Đ | Giành quyền tham dự     |
| -- | ----------------- | -- | - | - | - | -- | -- | -- | - | ----------------------- |
| 1  | Al Jaish          | 2  | 1 | 1 | 0 | 1  | 0  | +1 | 4 | Vòng đấu loại trực tiếp |
| 2  | Manama Club       | 2  | 1 | 1 | 0 | 1  | 0  | +1 | 4 | Vòng đấu loại trực tiếp |
| 3  | Al Ahed FC        | 2  | 1 | 0 | 1 | 2  | 2  | 0  | 3 |                         |
| 4  | Hilal Alquds Club | 2  | 0 | 0 | 2 | 1  | 3  | −2 | 0 |                         |

### Bảng B
| VT | Đội         | ST | T | H | B | BT | BB | HS | Đ | Giành quyền tham dự     |
| -- | ----------- | -- | - | - | - | -- | -- | -- | - | ----------------------- |
| 1  | Kuwait SC   | 2  | 1 | 1 | 0 | 1  | 0  | +1 | 4 | Vòng đấu loại trực tiếp |
| 2  | Al Ansar FC | 2  | 1 | 0 | 1 | 4  | 4  | 0  | 3 | Vòng đấu loại trực tiếp |
| 3  | Al Wathba   | 2  | 0 | 2 | 0 | 0  | 0  | 0  | 2 |                         |
| 4  | Al Faisaly  | 2  | 0 | 1 | 1 | 3  | 4  | −1 | 1 |                         |

### Bảng C
| VT | Đội         | ST | T | H | B | BT | BB | HS | Đ | Giành quyền tham dự     |
| -- | ----------- | -- | - | - | - | -- | -- | -- | - | ----------------------- |
| 1  | Qadsia FC   | 1  | 1 | 0 | 0 | 2  | 1  | +1 | 3 | Vòng đấu loại trực tiếp |
| 2  | Dhofar Club | 1  | 1 | 0 | 0 | 1  | 0  | +1 | 3 | Vòng đấu loại trực tiếp |
| 3  | Riffa       | 2  | 1 | 0 | 1 | 3  | 2  | +1 | 3 |                         |
| 4  | Al Jazeera  | 2  | 0 | 0 | 2 | 0  | 3  | −3 | 0 |                         |

### Bảng D
| VT | Đội           | ST | T | H | B | BT | BB | HS | Đ | Giành quyền tham dự     |
| -- | ------------- | -- | - | - | - | -- | -- | -- | - | ----------------------- |
| 1  | FC Istiklol   | 1  | 1 | 0 | 0 | 2  | 0  | +2 | 3 | Vòng đấu loại trực tiếp |
| 2  | Altyn Asyr FC | 0  | 0 | 0 | 0 | 0  | 0  | 0  | 0 | Vòng đấu loại trực tiếp |
| 3  | Dordoi FC     | 0  | 0 | 0 | 0 | 0  | 0  | 0  | 0 |                         |
| 4  | FC Khujand    | 1  | 0 | 0 | 1 | 0  | 2  | −2 | 0 |                         |

### Bảng E
| VT | Đội                        | ST | T | H | B | BT | BB | HS | Đ | Giành quyền tham dự     |
| -- | -------------------------- | -- | - | - | - | -- | -- | -- | - | ----------------------- |
| 1  | Bashundhara Kings          | 1  | 1 | 0 | 0 | 5  | 1  | +4 | 3 | Vòng đấu loại trực tiếp |
| 2  | Maziya Sports & Recreation | 1  | 0 | 1 | 0 | 2  | 2  | 0  | 1 | Vòng đấu loại trực tiếp |
| 3  | Chennai City FC            | 1  | 0 | 1 | 0 | 2  | 2  | 0  | 1 |                         |
| 4  | TC Sports Club             | 1  | 0 | 0 | 1 | 1  | 5  | −4 | 0 |                         |

### Bảng F
| VT | Đội                      | ST | T | H | B | BT | BB | HS | Đ | Giành quyền tham dự     |
| -- | ------------------------ | -- | - | - | - | -- | -- | -- | - | ----------------------- |
| 1  | Thành phố Hồ Chí Minh FC | 3  | 2 | 1 | 0 | 7  | 4  | +3 | 7 | Vòng đấu loại trực tiếp |
| 2  | Yangon United FC         | 3  | 2 | 1 | 0 | 6  | 4  | +2 | 7 | Vòng đấu loại trực tiếp |
| 3  | Hougang United           | 3  | 1 | 0 | 2 | 5  | 5  | 0  | 3 |                         |
| 4  | Lao Toyota FC            | 3  | 0 | 0 | 3 | 3  | 8  | −5 | 0 |                         |

### Bảng G
| VT | Đội                            | ST | T | H | B | BT | BB | HS | Đ | Giành quyền tham dự     |
| -- | ------------------------------ | -- | - | - | - | -- | -- | -- | - | ----------------------- |
| 1  | Ceres Negros FC                | 3  | 2 | 1 | 0 | 10 | 2  | +8 | 7 | Vòng đấu loại trực tiếp |
| 2  | Than Quảng Ninh                | 3  | 1 | 1 | 1 | 7  | 7  | 0  | 4 | Vòng đấu loại trực tiếp |
| 3  | Preah Khan Reach Svay Rieng FC | 3  | 1 | 0 | 2 | 3  | 9  | −6 | 3 |                         |
| 4  | Bali United FC                 | 3  | 1 | 0 | 2 | 5  | 7  | −2 | 3 |                         |

### Bảng H
| VT | Đội                | ST | T | H | B | BT | BB | HS | Đ | Giành quyền tham dự     |
| -- | ------------------ | -- | - | - | - | -- | -- | -- | - | ----------------------- |
| 1  | Tampines Rovers FC | 3  | 2 | 1 | 0 | 4  | 2  | +2 | 7 | Vòng đấu loại trực tiếp |
| 2  | Kaya FC-Iloilo     | 3  | 1 | 2 | 0 | 3  | 1  | +2 | 5 | Vòng đấu loại trực tiếp |
| 3  | PSM Makassar       | 3  | 1 | 1 | 1 | 5  | 4  | +1 | 4 |                         |
| 4  | Shan United FC     | 3  | 0 | 0 | 3 | 2  | 7  | −5 | 0 |                         |

### Bảng I
| VT | Đội             | ST | T | H | B | BT | BB | HS | Đ | Giành quyền tham dự     |
| -- | --------------- | -- | - | - | - | -- | -- | -- | - | ----------------------- |
| 1  | MUST CPK        | 0  | 0 | 0 | 0 | 0  | 0  | 0  | 0 | Vòng đấu loại trực tiếp |
| 2  | Kitchee FC      | 0  | 0 | 0 | 0 | 0  | 0  | 0  | 0 | Vòng đấu loại trực tiếp |
| 3  | Tatung FC       | 0  | 0 | 0 | 0 | 0  | 0  | 0  | 0 |                         |
| 4  | ? Chưa Xác Định | 0  | 0 | 0 | 0 | 0  | 0  | 0  | 0 |                         |

## Ghi bàn nhiều nhất
Tính đến 11 tháng 3 năm 2020
| Hạng | Cầu thủ              | Đội               | VB1 | VB2 | VB3 | VB4 | VB5 | VB6 | BKKV1 | BKKV2 | CKKV1 | CKKV2 | BKLKV1 | BKLKV2 | CKLKV1 | CKLKV2 | CK | Bàn thắng |
| ---- | -------------------- | ----------------- | --- | --- | --- | --- | --- | --- | ----- | ----- | ----- | ----- | ------ | ------ | ------ | ------ | -- | --------- |
| 1    | Bienvenido Marañón   | Ceres–Negros      | 2   | 1   | 2   |     |     |     |       |       |       |       |        |        |        |        |    | 5         |
| 2    | Hernán Barcos        | Bashundhara Kings | 4   |     |     |     |     |     |       |       |       |       |        |        |        |        |    | 4         |
| 2    | Stipe Plazibat       | Hougang United    | 2   | 2   |     |     |     |     |       |       |       |       |        |        |        |        |    | 4         |
| 4    | Amido Baldé          | Hồ Chí Minh City  | 1   | 2   |     |     |     |     |       |       |       |       |        |        |        |        |    | 3         |
| 4    | Jeremie Lynch        | Than Quảng Ninh   | 1   | 1   | 1   |     |     |     |       |       |       |       |        |        |        |        |    | 3         |
| 6    | Aung Kyaw Naing      | Yangon United     |     | 2   |     |     |     |     |       |       |       |       |        |        |        |        |    | 2         |
| 6    | Manuchekhr Dzhalilov | Istiklol          | 2   |     |     |     |     |     |       |       |       |       |        |        |        |        |    | 2         |
| 6    | Fito                 | Chennai City      | 2   |     |     |     |     |     |       |       |       |       |        |        |        |        |    | 2         |
| 6    | Eric Giganto         | Kaya–Iloilo       | 1   |     | 1   |     |     |     |       |       |       |       |        |        |        |        |    | 2         |
| 6    | Ahmed Hamdouni       | Al-Faisaly        |     | 2   |     |     |     |     |       |       |       |       |        |        |        |        |    | 2         |
| 6    | Boris Kopitović      | Tampines Rovers   | 1   |     | 1   |     |     |     |       |       |       |       |        |        |        |        |    | 2         |
| 6    | Jean Befolo Mbarga   | Svay Rieng        |     | 1   | 1   |     |     |     |       |       |       |       |        |        |        |        |    | 2         |
| 6    | Nguyễn Công Phượng   | Hồ Chí Minh City  | 1   | 1   |     |     |     |     |       |       |       |       |        |        |        |        |    | 2         |
| 6    | Nguyễn Hải Huy       | Than Quảng Ninh   |     | 1   | 1   |     |     |     |       |       |       |       |        |        |        |        |    | 2         |
| 6    | Nguyễn Xuân Nam      | Hồ Chí Minh City  |     | 2   |     |     |     |     |       |       |       |       |        |        |        |        |    | 2         |
| 6    | Melvin Platje        | Bali United       | 2   |     |     |     |     |     |       |       |       |       |        |        |        |        |    | 2         |
| 6    | OJ Porteria          | Ceres–Negros      |     | 1   | 1   |     |     |     |       |       |       |       |        |        |        |        |    | 2         |
| 6    | Ferdinand Sinaga     | PSM Makassar      | 1   | 1   |     |     |     |     |       |       |       |       |        |        |        |        |    | 2         |
| 6    | Ilija Spasojević     | Bali United       | 1   | 1   |     |     |     |     |       |       |       |       |        |        |        |        |    | 2         |
| 6    | El Hadji Malick Tall | Al-Ansar          |     | 2   |     |     |     |     |       |       |       |       |        |        |        |        |    | 2         |
| 6    | Jordan Webb          | Tampines Rovers   | 1   |     | 1   |     |     |     |       |       |       |       |        |        |        |        |    | 2         |

Note: Goals scored in the qualifying play-offs are not counted when determining top scorer (Regulations Article 64.4).